# Nowojaworowsk
Nowojaworowsk (ukr. Новояворівськ – Nowojaworiwśk) – miasto na Ukrainie, w obwodzie lwowskim, w rejonie jaworowskim, na Płaskowyżu Tarnogrodzkim, siedziba hromady Nowojaworowsk. Liczy 31 366 mieszkańców (2022). Założone w roku 1965.
W mieście urodził się Ihor Mihałewśkyj piłkarz m.in. Karpat Lwów, GKS Bełchatów, aktualnie Motoru Lublin.
W Nowojaworowsku powstał pop-rockowy ukraiński zespół Skriabin, którego trzonem przez wiele lat byli lider Andrij Kuźmenko (ps. Kuźma Skriabin), Rostysław Domiszewski i Serhij Hera.
W Nowojaworowsku powstał ośrodek hokeja na lodzie. W latach 2011–2014 spotkania w rozgrywkach PHL rozgrywał w mieście klub ze stolicy obwodu, Łewy Lwów. Ponadto w mieście powstał klub Hałyćki Łewy Nowojaworowsk, przyjęty do ligi Ukraińskiej Hokejowej Ligi.
Znajduje tu się stacja kolejowa Jantarna, położona na linii Zatoka – Jaworów.

## Miasta partnerskie
- Leżajsk
- Gmina Sokołów Podlaski
- Oborniki